# Complicated (песня Dimitri Vegas & Like Mike и Давида Гетта)
«Complicated» — песня бельгийского диджей-дуэта Dimitri Vegas & Like Mike и французского диджея Давида Гетта при участии американской певицы Kiiara. Композиторами и продюсерами выступили Ангеми Антонио, Давид Гетта и Dimitri Vegas & Like Mike, авторами слов — Хейли Коллиер, Питер Ханна, Kiiara и Итан Робертс. Песня была выпущена 28 июля 2017 года лейблом Smash the House.

## Предыстория
14 июля 2017 года Dimitri Vegas опубликовал фотографию с ним и Давидом Гетта, с подписью «Грядут большие дела». 23 июля 2017 года Dimitri Vegas & Like Mike и Давид Гетта выступили с песней на Ивисе. 25 июля 2017 года дуэт выпустил тизер через Epic Amsterdam, раскрывая детали композиции и дату выхода.

## Отзывы критиков
Песня описана как «неопровержимо стилистическая композиция с гимном вечеринки, которая обязательно сделает заявление в чартах». Кэт Бейн из Billboard написал, что в песне есть «прямые мелодии, лёгкие ритмы и хороший, чистый вокал», и почувствовал, что «нет ничего яркого в этом будущем басовом дропе». Джеффри Яу из Your EDM считает, что композиция «по-видимому, находит идеальный баланс между летним фестивальным джемом и заразительным радиохитом, который легко застрянет в вашей голове с его сладким текстом и очень простым припевом», «звуки и стили всех трёх исполнителей» хорошо сочетаются, и «мелодии в композиции достаточно запоминаются, чтобы держать мелодию в вашей голове в течение целого дня или больше». Эрик Соус из EDM написал, что песня «не является чем-то новаторским», но «честно говоря, довольно хороша» и «легко запоминающаяся и весёлая». Он описал вокал как «электрифицирующий», а дроп как «минималистичный».

## Музыкальное видео
Музыкальное видео вышло 21 августа 2017 года. Действие происходит в Ивисе режиссёром выступил Филип Р. Лопез. В видео показаны пейзажи Ивисы с танцорами. Kiiara можно увидеть, когда они гуляет на открытом воздухе по мощеным городским улицам города Ивиса с Dimitri Vegas & Like Mike, которые остаются на вершине камня и наблюдают за городом перед отъездом и идут по месту с цветным дымом ночью в конце видео. Давид Гетта отсутствует.

## Список композиций
| №  | Название                                                                     | Длительность |
| -- | ---------------------------------------------------------------------------- | ------------ |
| 1. | «Complicated» (featuring Kiiara; Dimitri Vegas & Like Mike vs. David Guetta) | 3:04         |

| №  | Название                                                         | Длительность |
| -- | ---------------------------------------------------------------- | ------------ |
| 1. | «Complicated» (featuring Kiiara; R3hab remix)                    | 2:28         |
| 2. | «Complicated» (featuring Kiiara; Tom Zanetti remix)              | 4:36         |
| 3. | «Complicated» (featuring Kiiara; Diego Miranda & Wolfpack remix) | 4:10         |
| 4. | «Complicated» (featuring Kiiara; It’s Different remix)           | 2:33         |

| №  | Название                                              | Длительность |
| -- | ----------------------------------------------------- | ------------ |
| 1. | «Complicated» (featuring Kiiara; Robin Schulz remix)  | 4:49         |
| 2. | «Complicated» (featuring Kiiara; Fareoh remix)        | 2:57         |
| 3. | «Complicated» (featuring Kiiara; Brennan Heart remix) | 3:25         |

## Участники записи
Согласно Tidal.
- Dimitri Vegas & Like Mike — композиторы, продюсеры
- Давид Гетта — композиторы, продюсеры
- Kiiara — текст
- Ангеми Антонио — композитор, инженеринг
- Хейли Коллиер — текст
- Питер Ханна — текст
- Итан Робертс — текст
- Майлз Уокер – микс-инженеринг
- Эндрю Булуки — вокальное производство

## Чарты
| Чарт (2017)                                | Высшая позиция |
| ------------------------------------------ | -------------- |
| Австрия (Ö3 Austria Top 40)                | 51             |
| Бельгия/Фландрия (Ultratop 50)             | 4              |
| Бельгия/Фландрия (Ultratop Dance)          | 1              |
| Бельгия/Валлония (Ultratop 50)             | 6              |
| Бельгия/Валлония (Ultratop Dance)          | 2              |
| Чехия (Singles Digitál Top 100)            | 96             |
| Германия (GfK)                             | 77             |
| Нидерланды (Dutch Top 40)                  | 22             |
| Netherlands (Mega Top 50)                  | 34             |
| Нидерланды (Single Top 100)                | 53             |
| Словакия (Singles Digitál Top 100)         | 68             |
| Sweden (Sverigetopplistan)                 | 44             |
| Швейцария (Schweizer Hitparade)            | 37             |
| США (Billboard Dance Club Songs)           | 1              |
| США (Billboard Hot Dance/Electronic Songs) | 22             |

| Чарт (2017)                     | Позиция |
| ------------------------------- | ------- |
| Belgium (Ultratop Flanders)     | 39      |
| Чарт (2018)                     | Позиция |
| US Dance Club Songs (Billboard) | 31      |

## Сертификации
| Регион                                                                      | Сертификация | Продажи |
| --------------------------------------------------------------------------- | ------------ | ------- |
| Бельгия (BEA)                                                               | Платиновый   | 20 000  |
| Германия (BVMI)                                                             | Золотой      | 200 000 |
| Нидерланды (NVPI)                                                           | Платиновый   | 40 000  |
| Швеция (GLF)                                                                | Золотой      | 20 000  |
| Данные о продажах + прослушиваниях приведены только на основе сертификации. |              |         |